# Полкова
Полкова — річка в Україні у Волноваському й Нікольському районах Донецької області. Ліва притока річки Кальчика (басейн Азовського моря).

## Опис
Довжина річки 14 км, похил річки 8,9 м/км  площа басейну водозбіру 63,8 км², найкоротша відстань між витоком і гирлом — 13,42  км, коефіцієнт звивистості річки — 1,04 . Формується багатьма балками та загатами.

## Розташування
Бере початок на північно-західній околиці села Полкове. Тече переважно на південний захід через село, далі через село Привілне і у селі Кременівка впадає у річку Кальчик, праву притоку річки Кальміусу.

## Цікаві факти
- Біля витоку річки на східній стороні у селі Полкове на відстані приблизно 1,10 км пролягає автошлях Н20[4] (автомобільний шлях національного значення на території України, Слов'янськ — Донецьк — Маріуполь. Розташований на території Донецької області.).
- У XX столітті на річці існували молочно-тваринні ферми (МТФ), водосховища та декілька газових свердловин[2].